# کتابخانه ملی قبرس شمالی
کتابخانه ملی قبرس شمالی (به ترکی استانبولی: Kuzey Kıbrıs Millî Kütüphane) یک کتابخانه ملی در جمهوری ترک قبرس شمالی، که در نیکوزیای شمالی واقع شده است. کتابخانه ملی قبرس شمالی در ۱۷ نوامبر ۱۹۵۸ بنیان‌گذاری شده است. در این مجموعه شامل ۲۲۹٫۶۲۶ کتاب موجود است.